# David Ragay
David Ragay (Grave, 10 oktober 1772 - 's-Gravenhage 10 juni 1850) was thesaurier van de Nederlandse koningen Willem I, Willem II en Willem III. Zijn graf in Den Haag is een rijksmonument.

## Biografie
Hij was een zoon van Cornelis Ragay (1742-1821) en Amarantia Geertruy Verhorst (1751-1783). In 1795 vertrok hij naar Duitsland. Enkele jaren later was hij in Engeland kapitein-betaalmeester bij het Nederlandse Korps aldaar. Als adjudant van de van oorsprong Nederlandse generaal Sontag vertrok hij in 1809 naar Spanje om deel te nemen aan de campagne van Wellington. Datzelfde jaar was hij aanwezig bij de mislukte Walcherenexpeditie. Hij vertrok uit het leger in 1811 en vestigde zich in Londen. Als secretaris en boekhouder was hij daar werkzaam voor de Surinam Commission.
Na het vertrek van Napoleon uit het koninkrijk Holland en het verkrijgen van de Nederlandse onafhankelijkheid werd hij secretaris op de Nederlandse ambassade in Londen. Tegelijkertijd had hij de rang gekregen van luitenant-kolonel van de artillerie. Hij kreeg gezondheidsproblemen en nam ontslag in 1823. Vanaf 1 januari 1824 kreeg hij een staatspensioen. Hij vertrok naar Nederland waar hij ging wonen bij zijn oom Pieter Agnisius Ragay, waarmee hij zich tijdens zijn verblijf in Londen al verbonden had. Als zijn oom afwezig was, nam hij diens taken waar als thesaurier van koning Willem I.
Toen in 1830 zijn oom stierf, volgde hij hem op 7 april dat jaar op als "thesaurier" van koning Willem I. Tot zijn dood vervulde hij die functie ook voor de koningen Willem II en Willem III. Hij was lid van de commissie van nalatenschap van koningin Wilhelmina, die in 1837 overleed. Daarnaast was hij adjunct executeur-testamentair van Willem I.
Toen Willem I in december 1843 overleed, had Ragay een goed administratief overzicht van al zijn deelnemingen in bedrijven, voorschotten en leningen aan particulieren, staatsschulden en dergelijke. De betrokken documenten werden door hem in kisten verzegeld.
In mei 1850 trachtte hij vergeefs wegens gezondheidsproblemen ontslagen te worden van zijn financiële werkzaamheden voor de Commissie ter Vereffening van de nalatenschap van koning Willem II. Koning Willem III stond dat echter niet toe. Ragay wilde daarop verlof aanvragen, maar hij overleed in zijn woning aan de gevolgen van een val.
Als prins van Oranje had de latere koning Willem II in 1835 van Ragay 45.000 gulden geleend om een boerderij in Waddinxveen te kunnen kopen.
Op 15 juli 1850, kort na zijn overlijden, werden door notaris J. Bervoets zijn twee bruine langstaart werkpaarden verkocht en een koets met toebehoren, zoals twee overdekken van tijgervel, twee rijzadels, een paardendeken en diverse tuigen. Potentiële kopers mochten 's ochtends de koopwaar in de stallen aan de Hoge Nieuwstraat komen bekijken.
David Ragay werd bij zijn oom Pieter Agnisius Ragay (Ragaij) begraven op de Algemene Begraafplaats Kerkhoflaan in Den Haag. Voor het wit-marmeren grafmonument werd in 1837 commissie verleend en werd gemaakt door de Duitse beeldhouwer Eduard Schmidt von der Launitz. Ter bescherming tegen het weer wordt 's winters een bekisting om het monument aangebracht.

## Onderscheiden
- Commandeur der Orde van de Nederlandse Leeuw
- Ridder met de ster van de Orde van de Eikenkroon